# Alaska State Troopers
 (janvier 2017).
Si vous disposez d'ouvrages ou d'articles de référence ou si vous connaissez des sites web de qualité traitant du thème abordé ici, merci de compléter l'article en donnant les références utiles à sa vérifiabilité et en les liant à la section « Notes et références ».
La Division of Alaska State Troopers est la police d'État de l'État américain de l'Alaska, les frontières de sa juridiction étant celles de l'État. Appartenant à l'Alaska Department of Public Safety, l'agence est dirigée par un colonel et son quartier-général est situé à Juneau. Son effectif est d'environ 650 policiers assermentés — les Alaska State Troopers — et 300 personnels techniques et administratifs.

## Histoire
La Division of Alaska State Troopers a succédé en 1967 aux Alaska Highway Patrol (1941-1953), Alaska Territorial Police (1953-1959) et Alaska State Police (1959-1967).

## Rôle
L'agence a été créée selon une loi pour « protéger les vies, les biens et les droits constitutionnels des habitants de l'Alaska ». Les divisions en uniforme fonctionnent comme les patrouilles routières, elles n'ont pas un pouvoir général de police. La police d'État a principalement comme occupation de faire appliquer les lois concernant l'alcoolémie et aider les services de police locaux. Tous les State Troopers ont le pouvoir d'arrestation, conformément aux procédures pénales et lois de l'Alaska.

## Organisation
L'Alaska a été divisé en cinq détachements par la DAST. De même, cette police d'État comprend plusieurs services spécialisés :
- l'Alaska Bureau of Investigation (ABI) assure les missions de police judiciaire ;
- l'Alaska State Fire Marshal Office mène les enquêtes concernant les incendies suspects et contrôle la conformité des bâtiments et immeubles ;
- l'Alaska Bureau of Alcohol and Drug Enforcement (ABADE) lutte contre les trafics d'alcool mais surtout de drogue ;
- l'Alaska Bureau of Highway Patrol est la police routière ;
- les Alaska Bureau of Judicial Services assurant la sécurité à l'intérieur des tribunaux et la garde des prévenus lors des procès.

À ces services s'ajoutent un centre de formation initiale et continue ouvert à tous les policiers de l'Alaska (Alaska Department of Public Safety Training Academy) et un laboratoire de police technique et scientifique (State Scientific Crime Detection Labsis à Anchorage). Par ailleurs, l'Alaska Fugitive Task Force, programme de recherche de fugitifs dans l'État, est rattaché à la police d'État.

## Armement
Entre 1967 et 2002 furent réglementaires des révolvers de calibre .357 Magnum (S&W M19 puis S&W M66 et enfin S&W M686) avant de céder la place à des pistolets de calibre .40 S&W (S&W 4006).
Depuis 2002, les State Troopers portent comme arme de poing un Glock 22 tandis que le Glock 27 constitue son pistolet de secours (tous deux en calibre .40). Les coffres des voitures de patrouille contiennent une carabine de police Colt CAR-15A2 et un Remington 870P (calibre 12).

## Culture populaire
Les Alaska State Troopers font l'objet depuis 2009 d'une série de documentaires intitulée Alaska State Troopers (en) réalisé pour le compte de la National Geographic Channel, et relatant leur quotidien. Cette série est diffusée en France sur la chaîne Numéro 23.
Dans la saison 4 de True Detective, Kali Reis interprète une "State Trooper" de l'état d'Alaska. 